# Bò Kankrej
Bò Kankrej là một giống bò có nguồn gốc của Ấn Độ, thuộc nhóm bò zebu (hay còn gọi là bò u). Giống bò này bắt nguồn từ vùng khô cằn của Rann thuộc Kutch ở bang Gujarat, Rajasthan và các vùng lân cận. Dưới cái tên Kankaraj, nó cũng có mặt ở quận Tharparkar, ở Sindh, Pakistan. Ngoài ra, giống bò này cũng được biết đến với nhiều cái tên khác nhau như Bannai, Nagar, Talabda, Vaghiyar, Wagad, Waged, Vadhiyar, Wadhiar, Wadhir và Wadial. Bò Kankrej là một giống bò hai mục đích, được sử dụng cho cả công việc đồng áng và sản sinh sữa.
Từ khoảng năm 1870 trở đi, bò đực và bò cái thuộc giống Kankrej được xuất khẩu sang Brasil, nơi chúng được sử dụng để tạo giống bò mới mang tên Guzerá.:193 Quan trọng hơn, giống Brahman hoặc Brahma được sản sinh bằng cách lai giống giữa nhiều giống bò khác nhau là Kankrej và Guzerat (Gujarat), Ongole, Gyr (Gir) và Krishna Valley. Brahman là một trong những giống bò phổ biến nhất dành cho chế biến thịt và được sử dụng rộng rãi ở nhiều nơi trên thế giới như Argentina, Brazil, Paraguay, Hoa Kỳ, Panama, Colombia và Úc,...
Số liệu điều tra dân số lượng chính thức gần đây nhất cho thấy con số về số lượng bò Kankrej ở Ấn Độ bắt đầu từ năm 1977, khi đó có 465 000 con bò giống này.:215 Ở Pakistan, số lượng bò Kankrej được ghi nhận năm 2006 là 273 000 con.:215